# Yamazaki Kenta
Kenta Yamazaki (tiếng Nhật: 山崎健太, sinh ngày 19 tháng 5 năm 1987) là một cầu thủ bóng đá đến từ Tokyo, Nhật Bản. Hiện tại anh thi đấu cho Ubon UMT United ở Giải bóng đá Ngoại hạng Thái Lan.
Vào mùa hè 2014, Yamazaki chuyển từ FK Berane, sau khi thi đấu tại 2013–14 Montenegrin Second League, đến OFK Grbalj, ở 2014–15 Montenegrin First League.

## Câu lạc bộ
Trẻ
| Năm | Câu lạc bộ          |
| --- | ------------------- |
|     | Komazawa University |

Đội tuyển
| Năm       | Câu lạc bộ       | Giải đấu                   |
| --------- | ---------------- | -------------------------- |
| 2012      | Tokyo 23 FC      | Kantō Soccer League        |
| 2013      | TTM Customs F.C. | Thai Division 1 League     |
| 2013-2014 | FK Berane        | Montenegrin Second League  |
| 2014-2015 | OFK Grbalj       | Montenegrin First League   |
| 2015      | Ubon UMT United  | Regional League Division 2 |
| 2016      | Ubon UMT United  | Thai Division 1 League     |

## Danh hiệu

### Ubon UMT United
- Regional League Division 2:
  - Vô địch: 2015
- Regional League North-East Division
  - Á quân: 2015